# Puente ferroviario del Tay
El puente ferroviario del Tay o puente del Tay (en inglés: Tay Rail Bridge) es un puente de aproximadamente tres kilómetros y medio que atraviesa el Estuario del Tay, en Escocia, y conecta la ciudad de Dundee con el municipio de Wormit, en Fife. El puente actual es el segundo que se construye en esa ubicación, ya que el primero se vino abajo a finales del siglo XIX (véase desastre del puente del Tay). Antes de construirse los puentes, el estuario debía cruzarse en bote o ferry
Los planes para su construcción datan desde 1854. El primer puente, que se inauguró en 1878, era un diseño entramado de una sola vía y destacaba por su bajo costo y poco peso. Su hundimiento debido a los fuertes vientos el 28 de diciembre de 1879 es uno de los mayores desastres de la historia de la ingeniería y es aún hoy causa de debate.
El segundo puente, de doble vía y construido con hierro y acero, se inauguró en 1887 y aún funciona. En 2003 se reforzó y mejoró, en un proyecto que se premió por la escala y dificultad del trabajo.

## El primer puente
El puente original fue diseñado por el famoso ingeniero de ferrocarriles Thomas Bouch, que fue condecorado al acabar la obra. Su diseño se basaba en una trama de hierro fundido y hierro forjado. Se trataba de un diseño bien conocido, que ya había sido empleado por Kennard en el viaducto de Crumlin (Gales) en 1858, inspirado a su vez en el novedoso uso del hierro en el Palacio de Cristal. Sin embargo, un edificio como el Palacio de Cristal no debe soportar los mismos pesos y tensiones que un puente ferroviario; esto provocó que el puente del Dee se viniera abajo en 1847 a causa de la mala utilización de pilares de hierro fundido en su construcción. Años más tarde, sin embargo, Gustave Eiffel utilizaría diseños similares para construir diversos viaductos en el Macizo Central. 

### Concepto

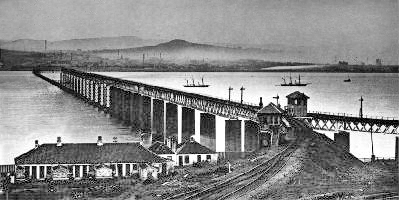
El puente del Tay original

Las primeras propuestas para construir un puente que cruzara el Tay surgieron en 1854. El Acta de "The North British Railway (Tay Bridge)" fue aprobada el 15 de julio de 1870 y los cimientos de piedra comenzaron a construirse el 22 de julio de 1871. A medida que el puente se extendía hacia el interior del río, se vio que el estudio previo de la bahía había sido deficiente: la profundidad del fondo rocoso era cada vez mayor, hasta llegar a un punto en que ya no era posible utilizarlo como base para apoyar el puente. Bouch tuvo que rediseñar los pilares, insertándolos profundamente en el lecho del río, intentando así compensar la falta de una sujeción mayor. También redujo el número de pilares, creando tramos más largos de puente, sin considerar en cambio el efecto que el viento tendría en estos nuevos tramos.
Una primera máquina cruzó el puente el 22 de septiembre de 1877, y tras su finalización en 1878, el Tay Bridge era uno de los puentes más largos del mundo. Finalmente, se inauguró el 1 de junio de 1878.

### El desastre del puente Tay

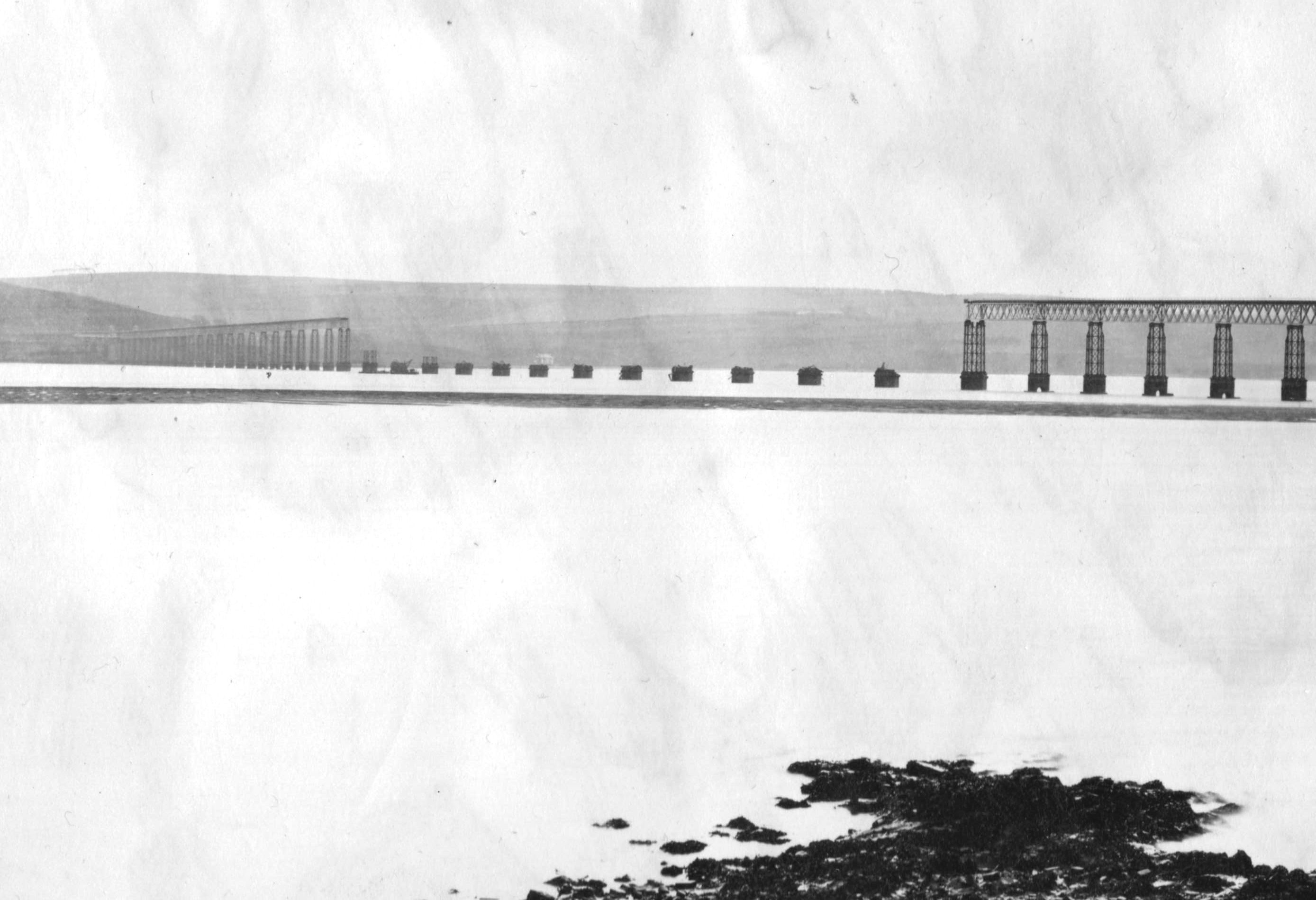
El Tay Bridge desplomado, visto desde el norte

Durante una violenta tormenta en la tarde del 28 de diciembre de 1879, la sección central del puente, conocida como High Girders ("Vigas altas"), se vino abajo, llevándose consigo un tren que en esos momentos lo atravesaba. Más de 75 personas murieron, incluido el yerno del propio arquitecto. Solo se encontraron cuarenta y seis cadáveres. Otros dos cuerpos aparecieron dos meses después, en febrero de 1880.
Los investigadores del suceso hallaron abundantes errores de diseño, malos materiales y diversos procesos que contribuyeron a su hundimiento. Bouch no había hecho ningún cálculo de la presión del viento sobre el puente: esto no era necesario cuando los tramos de puente eran inferiores a 200 pies, y no se le ocurrió comprobarlo cuando modificó el diseño con tramos más largos. La sección central del puente, en la que los trenes circulaban por las vías superiores, en vez de apoyarse en las inferiores (para así permitir un gálibo más alto y no interrumpir el tráfico fluvial), era demasiado pesada, y por lo tanto muy vulnerable con fuertes vientos. Ni Bouch ni el constructor visitaron la fundición donde se preparaban los pilares para el nuevo diseño del puente, de forma que las columnas cilíndricas de hierro fundido que debían soportar los tramos más largos eran de baja calidad. Muchas de ellas habían sido moldeadas horizontalmente, lo que hacía que sus paredes no fueran todas de idéntico grosor, e incluso hay evidencias de que algunas molduras incorrectas fueron ocultadas a las (escasas e inadecuadas) inspecciones de control. En especial, muchos de los puntos de apoyo de hierro forjado donde se enlazaban varias vigas habían sido añadidos con posterioridad, en lugar de haber sido moldeadas junto con las columnas. Durante la investigación se demostró que estos apoyos se rompían bajo un peso de apenas 20 toneladas, en lugar de las 60 esperadas. Se cree que, durante la tormenta, estos apoyos fallaron, desestabilizando toda la parte central del puente.
Había también evidencia de que la sección central de la estructura se había ido deteriorando durante meses antes del accidente final. El inspector de mantenimiento, Henry Noble, había oído crujir las junturas de hierro unos pocos meses después de la inauguración del puente, en junio de 1878, lo que indicaba que se estaban aflojando, con lo que eran inútiles para sostener la estructura de hierro. Noble no intentó apretar las junturas, sino que añadió parches de hierro entre ellas para intentar que dejaran de vibrar. Esto indicaba además que la parte central del puente era inestable a los movimientos laterales, algo que ya habían indicado los encargados de pintar el puente en el verano de 1879, así como algunos pasajeros que se quejaban de los extraños movimientos de los vagones. Todo ello fue sin embargo ignorado por los dueños del puente, la North British Railway. Además, el Preboste de Dundee había informado de que los trenes atravesaban el puente a no menos de 40 millas por hora, es decir, muy por encima del límite oficial de 25 mph.
La investigación sobre el desastre destruyó completamente la reputación profesional de Bouch. A causa de esto, el diseño del Forth Bridge, que le había sido adjudicado, se detuvo para ser cuidadosamente revisado; finalmente se le adjuficó a William Arrol, quien utilizó diseños de Benjamin Baker y John Fowler. Bouch murió un año después de la catástrofe.
Los restos del antiguo puente sobre el Tay todavía son visibles, incluso con la marea alta.

### Obras literarias inspiradas por el desastre
El poeta victoriano William Topaz McGonagall conmemoró el suceso en su poema The Tay Bridge Disaster ("el desastre del puente del Tay"). Del mismo modo, el poeta alemán Theodor Fontane, escribió Die Brück’ am Tay ("El puente del Tay") (con alusiones obvias a William Shakespeare y Friedrich von Schiller). Se publicó solo diez días después de la tragedia. Hatter's Castle, una novela del escritor escocés A. J. Cronin publicada en 1931, incluye una escena sobre el desastre, que también aparece en la versión cinematográfica. El desplome del puente también aparece de forma significativa en la novela de Barbara Vine (seudónimo de Ruth Rendell) The Blood Doctor, de 2002.

## El segundo puente

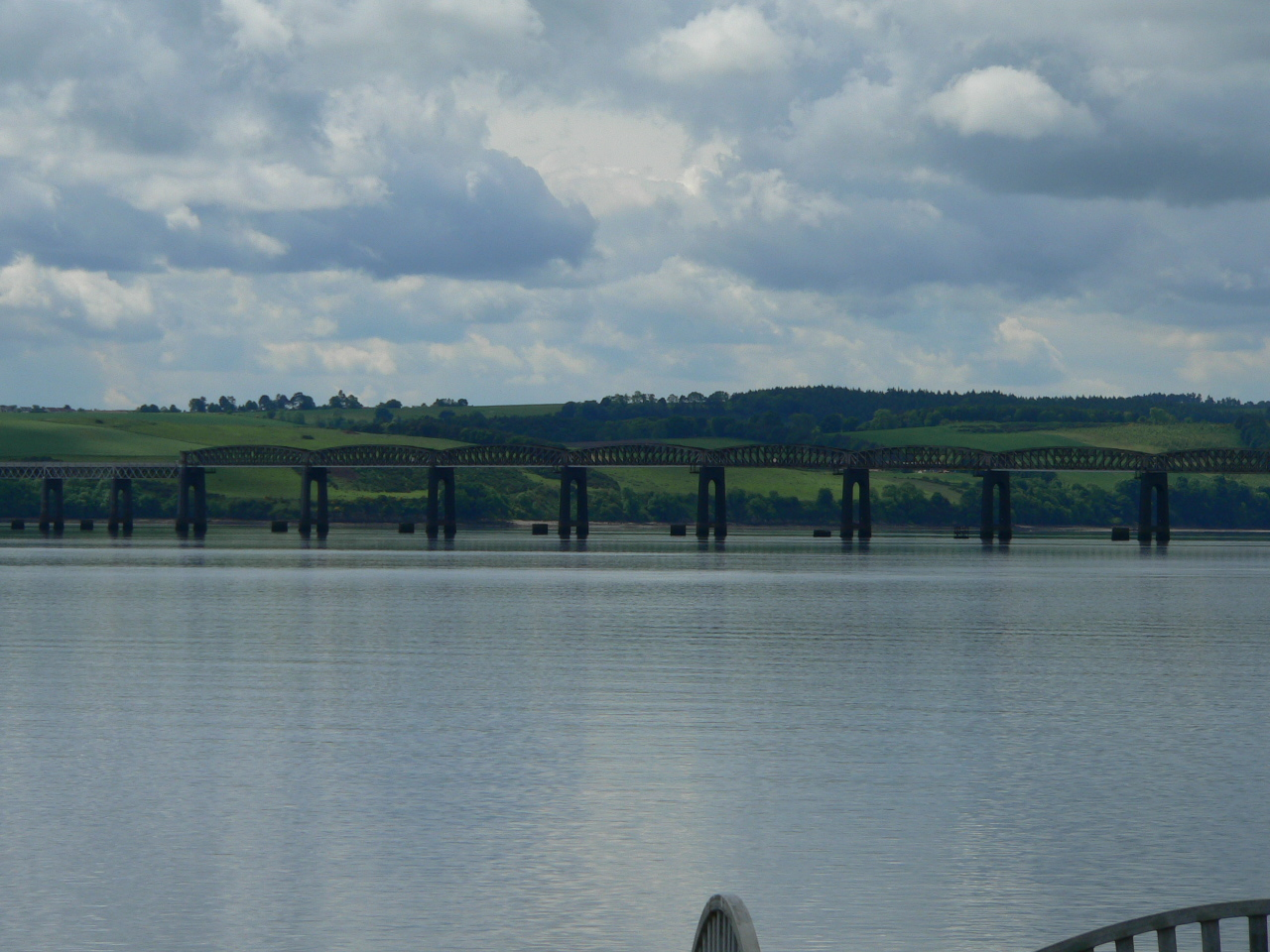
Sección central del nuevo Tay Bridge

Tras la catástrofe, se decidió construir un nuevo puente de dos vías, diseñado por William Henry Barlow y construido por William Arrol, paralelo al puente original. La propuesta para el puente se aceptó de manera formal en julio de 1881 y los cimientos de piedra comenzaron a colcarse el 6 de julio de 1883. Su construcción necesitó 25.000 toneladas de hierro y acero, 70.000 toneladas de hormigón, diez millones de ladrillos —con un peso de unas 37.500 toneladas— y tres millones de remaches. Catorce personas perdieron la vida durante su construcción, la mayoría ahogados.
El segundo puente se inauguró el 13 de julio de 1887 y todavía está en uso. En 2003 se llevó a cabo un ambicioso proyecto de fortalecimiento y modernización del puente, por un valor de 20,85 millones de libras esterlinas, que ganó el British Construction Industry Civil Engineering Award, en consideración a su amplitud y a sus necesidades logísticas: se eliminaron a mano más de 1000 toneladas de excrementos de pájaro de sus vigas de metal, se sustituyeron cientos de miles de remaches, y todo ello en condiciones de trabajo peligrosas, a una gran altura sobre un río de aguas revueltas.

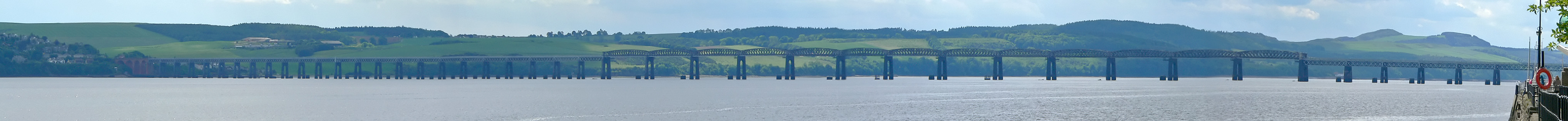
El Tay Bridge en toda su extensión.